# Oliver Zgorelec
Oliver Zgorelec (* 1979 in Dornach) ist ein Schweizer Schauspieler.

## Leben
Oliver Zgorelec wuchs in seinem Geburtsort Dornach auf. Er absolvierte von 2000/01 bis 2004 seine Schauspielausbildung an der Schule für Theater und Bewegung «Scuola Teatro Dimitri» in Verscio. Er besuchte den Filmworkshop der Filmakademie Ludwigsburg, arbeitete regelmässig privat mit Bruno Cathomas und nahm Gesangsunterricht.
Theaterengagements hatte er am Teatro Litta in Mailand (2004), am Theaterhaus Gessnerallee in Zürich (2006), am Theater Basel (2006, unter der Regie von Bruno Cathomas), mehrfach am Neuen Theater am Bahnhof in Dornach, am Theater Roxy in Birsfelden (2007) und am Vorstadttheater Basel (2010). Bei verschiedenen Theaterfestivals trat er als Schauspieler, Bewegungsschauspieler, Akrobat und Tänzer auf.
Ab 2005 stand er regelmässig für Kurzfilme, Kino- und Fernsehproduktionen vor der Kamera, wobei er aufgrund seines südländischen Aussehens häufig für Charaktere mit Migrationshintergrund besetzt wurde. In dem für das Schweizer Fernsehen produzierten TV-Drama Sonjas Rückkehr (2006) spielte er unter der Regie von Tobias Ineichen. Für das Kino arbeitete er mit Andrea Štaka, Armin Biehler und Tamara Staudt.
In dem Kinofilm Chicken Mexicaine (2007) spielte er an der Seite von Hauptdarsteller Bruno Cathomas, der den Gewohnheitsverbrecher Roby Schmucker verkörperte, dessen muslimischen Freund Mohammed Hiab. In der in den Schweizer Bergen spielenden deutsch-schweizerischen Heimatkomödie Nur ein Sommer (2008) war Zgorelec mit Anna Loos als Partnerin der muslimische mazedonische Aushilfsarbeiter und Sennergeselle Mehmed.
Episodenhauptrollen übernahm Zgorelec in den Fernsehserien SOKO Stuttgart (2010, als Sohn eines ermordeten serbischen Bauunternehmers) und Der Bestatter (2013, als Arbeiter auf einem Hühnerhof) sowie zuletzt in der Schweizer Sitcom Die Lehrer (2016).
Er spricht neben Schweizerdeutsch und Deutsch auch fliessend Italienisch und Französisch. Von 2014 bis 2017 besuchte er das Institut HyperWerk der Hochschule für Gestaltung und Kunst (FHNW) in Münchenstein. Zgorelec lebt in Basel und arbeitet mittlerweile hauptsächlich als Videomaker und Klettertrainer.

## Filmografie (Auswahl)
- 2006: Sonjas Rückkehr (Fernsehfilm)
- 2006: Das Fräulein (Kinofilm)
- 2007: Chicken Mexicaine (Kinofilm)
- 2008: Nur ein Sommer (Kinofilm)
- 2009: Hundeleben (Fernsehfilm)
- 2010: SOKO Stuttgart: Spuren der Vergangenheit (Fernsehserie, eine Folge)
- 2013: Der Bestatter: Schweres Erbe (Fernsehserie, eine Folge)
- 2016: Die Lehrer: Der schöne Vikar (Fernsehserie, eine Folge)